# Sandra Ysbrandy
Sandra Ysbrandy (Zevenaar, 7 mei 1969) is een Nederlands televisiekok. Ze is onder meer bekend van de programma's Het Familiediner, Carlo & Irene: Life4You, Tijd voor MAX en Kook mee met MAX.

## Biografie
Ysbrandy startte in 1988 met een studie geschiedenis aan de Universiteit van Amsterdam. Na het afronden hiervan studeerde ze antropologie aan de Vrije Universiteit Amsterdam. Daarna ging Ysbrandy werken bij de Rabobank.
In 2009 begon ze als televisiekok bij Het Familiediner, waarin ze drie jaar lang te zien was. In 2012 was ze vervolgens drie seizoenen lang als televisiekok te zien in het programma Carlo & Irene: Life4You waar ze Rudolph van Veen opvolgde. In 2015 verruilde ze Life4You voor Thuis op Zondag bij SBS, dat in totaal 40 afleveringen telde. Vanaf 2016 is Ysbrandy te zien in het het dagelijkse praatprogramma Tijd voor MAX, waar ze tijdens de uitzending kookt.
In 2017 werd Ysbrandy het gezicht van het programma Kook mee met MAX van de gelijknamige omroep. In dit programma kookt ze afwisselend met Mounir Toub. Ze deed dat jaar ook eenmalig mee aan De Slimste Mens.
In 2020 en 2021 is Ysbrandy voorzitter van de jury in het door Jochem van Gelder gepresenteerde kookprogramma Het lekkerste van Gelderland voor Omroep Gelderland.
In 2021 was Ysbrandy een van de deelnemers van het 21e seizoen van het RTL 4-programma Expeditie Robinson, ze viel als twintigste af en eindigde daarmee op de zevende plaats.
Sinds 2022 is Sandra Ysbrandy regelmatig te zien als kok in Eigen Huis & Tuin: Lekker Leven. Hiermee vervangt ze dan Hugo Kennis op RTL 4.
In 2023 deed ze mee aan het televisieprogramma Hunted Vips met Sylvana IJsselmuiden. In 2024 deed Ysbrandy mee aan het televisieprogramma The Connection. In 2025 deed ze mee aan het televisieprogramma No Way Back VIPS.